# Alliku (Saue)
Pour les articles homonymes, voir Alliku.
Alliku est un village de la commune de Saue du comté de Harju en Estonie.
Au 31 décembre 2011, il compte 1575 habitants.